# Куракли-Маян
Куракли-Мая́н — озеро в Кунашакском районе Челябинской области.

## Этимология
После обмеления единого озера Маян образовалось два — Маян и Куракли Маян. Название озера Куракли Маян имеет тюркско-монгольское происхождение. Так слово кораклы с башкирского переводится как «белый тетерев», где кор — «тетерев», ак — «белый», -лы — словообразовательный аффикс. В свою очередь слово Маян родственно монгольскому и бурятскому топониму баян со значением «богатая долина» (т. е. с обильными травами и хорошим водопоем). Последнее объяснимо монгольским влиянием на тюркские племена в составе башкирского народа, так например Маян-Слу или Баян-Слу — имя героинь народного эпоса башкир и казахов.

## География
Расположено в северной части Кунашакского района, вблизи границы со Свердловской областью. Южнее находится озеро Маян, которое вместе с Куракли-Маяном на ландкарте Исетской провинции 1743 года обозначено как одно озеро. Позднее водоём обмелел, из одного образовалось два озера. Также рядом восточнее расположены мелкие озёра Ишбулда и Искандор.